# Jean Elizabeth Manes
Jean Elizabeth Manes (Pompano Beach, Florida; 15 de agosto de 1970) es una diplomática estadounidense, la cual sirvió como Embajadora de Estados Unidos en El Salvador desde el 9 de diciembre de 2015 al 31 de julio de 2019.

## Educación y primeros años
Manes es nativa de Pompano Beach, Florida. Sus padres, Roger y Betty Manes, construyeron una familia de negocios. Manes asistió a Highlands Christian Academy en secundaria, graduándose en 1988. Entró a la Universidad Liberty como estudiante, donde ella jugaba voleibol y entrenaba al equipo de voleibol masculino. Obtuvo su título de grado en Política exterior allí mismo en 1992.

## Carrera
Manes empezó su carrera en Washington, D.C. Aceptó un puesto de interino con el Comité del Senado de Relaciones Extranjeras presidido por Claiborne Pell, y trabajado para la Agencia de Información de los EE. UU. en Washington D. C. de 1992 a 1999. Durante aquel tiempo ella también asistió a la Universidad Americana, donde consiguió una Maestría en Administración Pública en 1996. Sus asignaciones subsiguientes en el Servicio Extranjero incluyeron unas en embajadas de EE. UU. en Buenos Aires, Argentina; Montevideo, Uruguay; Ponta Delgada-Azores, Portugal y Brasilia, Brasil.
Manes sirvió como Canciller para Asuntos Públicos en la Embajada de EE. UU. en Kabul, Afganistán de 2012 a 2013, y entonces aceptó una asignación corta en Ft. Lauderdale como Subdirectora del Centro Regional de Florida del Departamento de Estado.
Cuando el presidente Barack Obama la nominó para devenir como Embajadora de EE. UU. en El Salvador, estaba sirviendo como Coordinadora Adjunta Principal en la Agencia de Programas de Información Internacional. Fue confirmada por el Senado en diciembre de 2015. Se desempeñó como embajadora de la República de El Salvador hasta el 31 de julio de 2019.
El 26 de mayo de 2021 se anunció que había sido designada Encargada de Negocios interina de la República de El Salvador.

## Vida personal
Manes está casada con Héctor R. Cerpa de Salto, Uruguay, y  tienen dos hijas. Además de inglés habla español y portugués. Es de ascendencia alemana y Choctaw.